# 興元府
興元府，中国古代的府。
唐德宗興元元年（784年）升梁州为興元府，府治所在南郑县（今陕西省汉中市），为今陕西城固以西的汉水流域，下辖南郑县、城固县、褒城县、西县（今陕西省勉县武侯镇）、金牛县（今陕西省宁强县大安镇大安驿，825年废除）、三泉县（今陕西省宁强县阳平关镇擂鼓台）。唐朝为山南西道的治所。五代十国興元府属于前蜀、后蜀。宋朝时为利州路的治所。元朝改为興元路，隶于陕西行中书省。明朝洪武二年（1369年），興元路改为汉中府。
唐朝興元尹
- 严震（782年—799年）
- 严砺（799年—806年）
- 柳晟（806年—808年）
- 裴玢（808年—812年）
- 赵宗儒（812年—814年）
- 郑余庆（814年—816年）
- 权德舆（816年—818年）
- 崔从（818年—821年）
- 乌重胤（821年—822年）
- 韦绶（822年—823年）
- 裴度（823年—826年）
- 王涯（826年—829年）
- 李绛（829年—830年）
- 温造（830年—831年）
- 李载义（831年—833年）
- 李宗闵（833年—834年）
- 李德裕（834年，未任）
- 王源中（834年—835年）
- 李固言（835年—836年）
- 令狐楚（836年—837年）
- 郑浣（837年—839年）
- 归融（839年—841年）
- 崔琯（841年—843年）
- 孙简（843年—844年）
- 王起（844年—847年）
- 郑涯（848年—849年）
- 封敖（849年—854年）
- 蒋系（854年—857年）
- 卢钧（857年—859年）
- 柳仲郢（859年—860年）
- 苗恪（860年—862年）
- 李从晦（862年—864年）
- 萧邺（864年—867年）
- 李当（868年—870年）
- 王宗（871年—874年）
- 牛蔚（875年—877年）
- 吴行鲁（877年—879年）
- 郑延休（879年—880年）
- 牛勗（880年—883年）
- 鹿晏弘（883年—884年）
- 石君涉（885年—886年）
- 卢渥（886年—887年）
- 杨守亮（887年—892年）
- 徐彦若（892年，未任）
- 李继密（892年—895年）
- 李茂贞（893年，未任）
- 李茂庄（895年—898年）
- 李茂贞（896年，未任）
- 李继密（898年—902年）
- 王宗涤（902年）
- 王宗贺（902年—905年）